# Saison 2017 de l'équipe cycliste Quick-Step Floors
La saison 2017 de l'équipe cycliste Quick-Step Floors est la quinzième de cette équipe.

## Préparation de la saison 2017

### Sponsors et financement de l'équipe
L'équipe Quick-Step Floors appartient l'homme d'affaires tchèque Zdeněk Bakala depuis 2011 via la société Decolef,,. La marque de parquets et revêtements de sol Quick-Step, sponsor de l'équipe depuis sa création en 2003, en redevient le sponsor-titre en 2017. Elle l'a déjà été de 2008 à 2011. Etixx, co-sponsor en 2015 et 2016, reste fournisseur mais son logo disparaît du nom et des équipements de l'équipe,. Le budget de l'équipe pour cette saison s'élève à environ 15 millions d'euros.
Conséquence du retour de Quick Step comme seul sponsor-titre, la tenue de l'équipe se rapproche de celui de 2011. Le maillot et le cuissard sont d'un bleu plus clair qu'en 2016, et les manches du maillot sont blanches,. L'entreprise allemande de distribution Lidl est également sponsor de l'équipe depuis 2016. Son logo apparait sur les vêtements de l'équipe.
Specialized est le fournisseur de cycles de l'équipe depuis 2012. Les coureurs utilisent les modèles Tarmac, Venge ViAS, Roubaix et Shiv,.

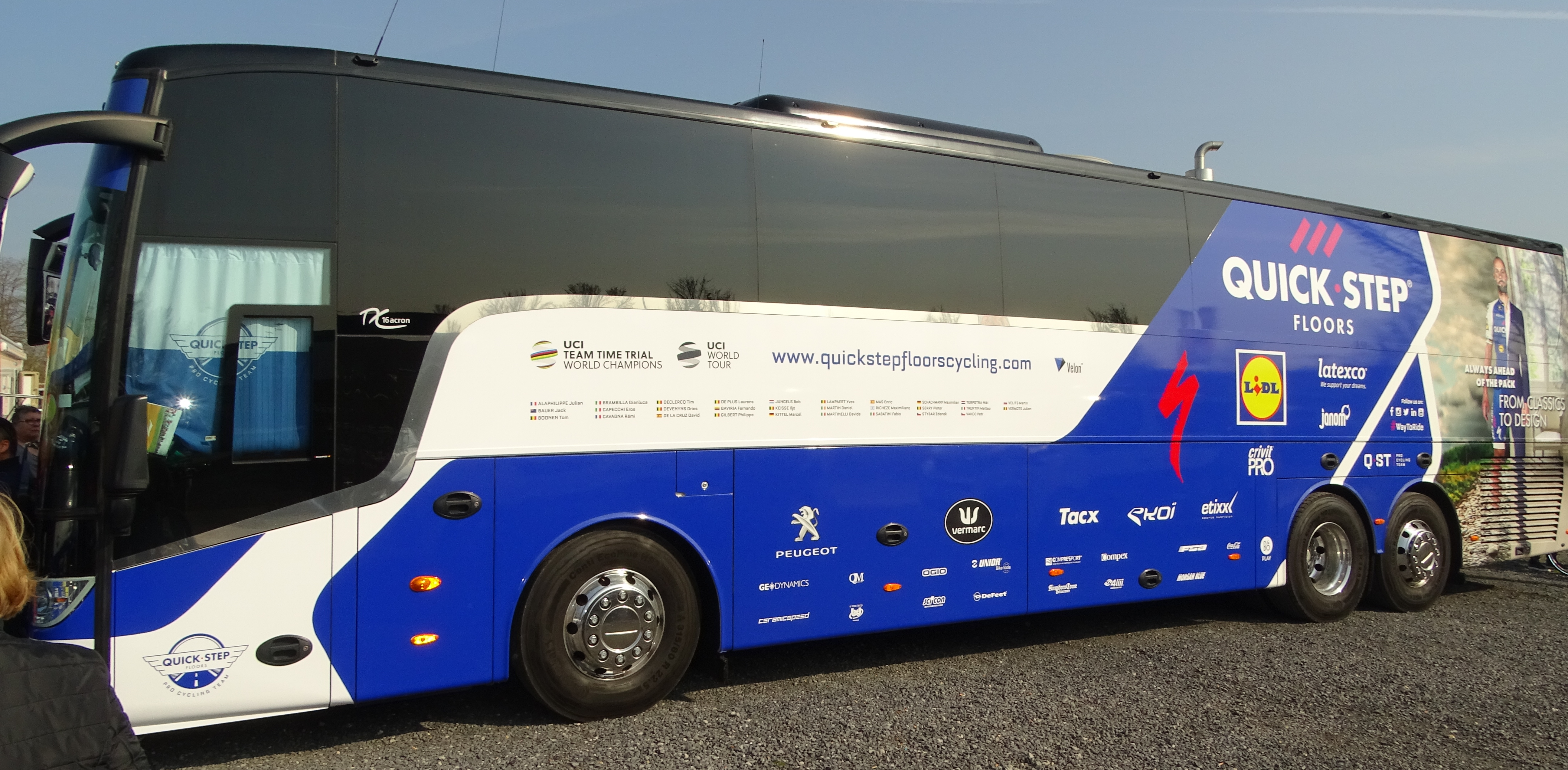
Bus de l'équipe lors des Trois Jours de La Panne.
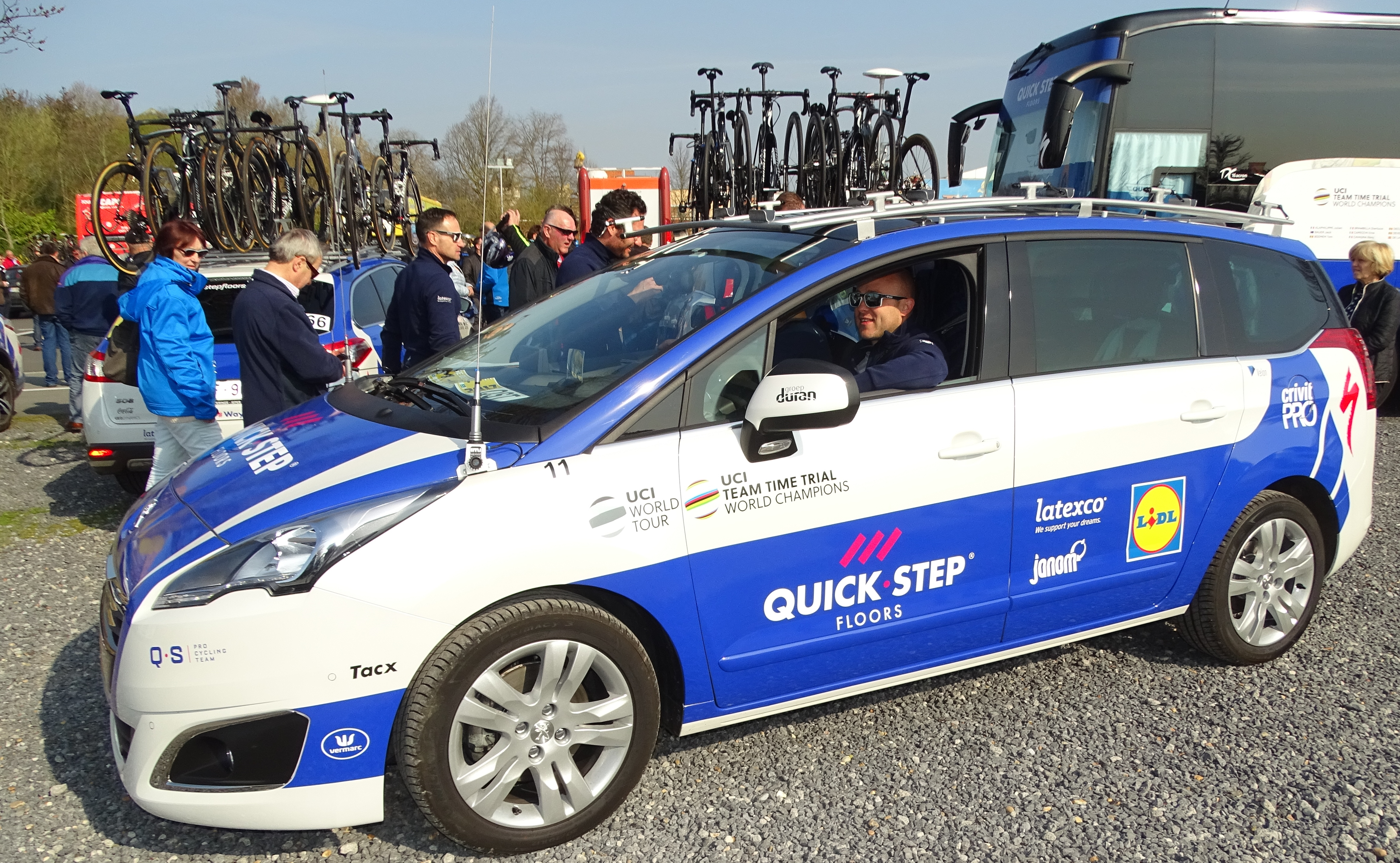
Véhicules de l'équipe lors des Trois Jours de La Panne.

### Arrivées et départs
Durant l'intersaison, neuf coureurs quittent l'équipe, et huit autres sont recrutés.
Tony Martin, l'un des anciens leaders de l'équipe, rejoint Katusha-Alpecin en 2017.
La principale recrue est Philippe Gilbert, champion du monde en 2012 et n°1 mondial en 2011. Dries Devenyns, vainqueur de cinq courses en 2016, revient chez Quick Step dont il a été membre de 2009 à 2013. Trois jeunes coureurs sont issus de l'équipe réserve  Klein Constantia : Rémi Cavagna, Enric Mas et Maximilian Schachmann.
| Arrivées              | Équipe 2016                 |
| --------------------- | --------------------------- |
| Jack Bauer            | Cannondale-Drapac           |
| Eros Capecchi         | Astana                      |
| Rémi Cavagna          | Klein Constantia            |
| Tim Declercq          | Topsport Vlaanderen-Baloise |
| Dries Devenyns        | IAM                         |
| Philippe Gilbert      | BMC Racing                  |
| Enric Mas             | Klein Constantia            |
| Maximilian Schachmann | Klein Constantia            |

| Départs                  | Équipe 2017            |
| ------------------------ | ---------------------- |
| Maxime Bouet             | Fortuneo-Vital Concept |
| Rodrigo Contreras        | Coldeportes-Claro      |
| Nikolas Maes             | Lotto-Soudal           |
| Tony Martin              | Katusha-Alpecin        |
| Gianni Meersman          | retraite               |
| Guillaume Van Keirsbulck | Wanty-Groupe Gobert    |
| Stijn Vandenbergh        | AG2R La Mondiale       |
| Carlos Verona            | Orica-Scott            |
| Łukasz Wiśniowski        | Sky                    |

### Objectifs
Quick-Step ayant été en 2016, pour la cinquième année consécutive, l'équipe la plus victorieuse de la saison, Patrick Lefevere donne pour objectif de poursuivre sur cette lancée et de « scorer de janvier à fin octobre.

## Déroulement de la saison
Jack Bauer lance la saison de l'équipe aux championnats de Nouvelle-Zélande, où il s'impose en contre-la-montre. C'est le quarantième titre national sur route de l'équipe Quick Step depuis sa création en 2003.
Pour la première épreuve UCI World Tour de l'année, le Tour Down Under, Quick-Step Floors a pour leader Petr Vakoč, avec l'objectif de remporter une ou plusieurs étapes. Il est accompagné par Gianluca Brambilla, qui peut espérer une bonne place au classement général, Jack Bauer, Eros Capecchi, Dries Devenyns, Enric Mas et Martin Velits. Enric Mas, dont c'est la première course avec Quick-Step, et la première participation à une course du World Tour, est le mieux placé de l'équipe au classement général, à la 26e place. Tentant en vain de gagner une étape, Jack Bauer reçoit le prix de la combativité des trois dernières étapes.
Fin janvier, Tom Boonen lance la dernière saison de sa carrière en Argentine, au Tour de San Juan. Il forme l'équipe Quick-Step Floors avec Tim Declercq, Pieter Serry, Rémi Cavagna, Fernando Gaviria et Maximiliano Richeze. L'équipe s'impose lors de cinq des sept étapes, avec trois coureurs différents. Emmené par Boonon, Gaviria remporte la première étape, au sprint. Le lendemain, Boonen s'impose à son tour, devant Elia Viviani, qui détrône Gaviria de la tête du classement général. Gaviria gagne à nouveau lors de la quatrième étape. Lors de la sixième étape, Maximiliano Richeze l'emporte devant ses compagnons d'échappée  Oliviero Troia et  Nicolás Tivani. Il s'impose à nouveau le lendemain, cette fois en attaquant seul au dernière kilomètre pour passer la ligne avec trois secondes d'avance sur Boonen, qui règle le sprint du peloton. Entretemps, Rémi Cavagna a pris la quatrième place de l'étape contre-la-montre. Pieter Serry est le mieux placé de l'équipe au classement général, à la dixième place.
Au Dubaï Tour, Quick Step s'assure une deuxième victoire consécutive avec le tenant du titre Marcel Kittel. Opposé notamment à Mark Cavendish, Elia Viviani, John Degenkolb, Kittel s'impose au classement général et lors de trois des quatre étapes disputées. Quick Step totalise ainsi dix victoires après seulement troisième de course,.

## Coureurs et encadrement technique

### Effectif
| Cycliste              | Date de naissance | Nationalité      | Équipe 2016                 |  |
| --------------------- | ----------------- | ---------------- | --------------------------- |  |
| Julian Alaphilippe    | 11 juin 1992      | France           | Etixx-Quick Step            |  |
| Jack Bauer            | 7 avril 1985      | Nouvelle-Zélande | Cannondale-Drapac           |  |
| Tom Boonen            | 15 octobre 1980   | Belgique         | Etixx-Quick Step            |  |
| Gianluca Brambilla    | 22 août 1987      | Italie           | Etixx-Quick Step            |  |
| Eros Capecchi         | 13 juin 1986      | Italie           | Astana                      |  |
| Rémi Cavagna          | 10 août 1995      | France           | Klein Constantia            |  |
| David de la Cruz      | 6 mai 1989        | Espagne          | Etixx-Quick Step            |  |
| Laurens De Plus       | 4 septembre 1995  | Belgique         | Etixx-Quick Step            |  |
| Tim Declercq          | 21 mars 1989      | Belgique         | Topsport Vlaanderen-Baloise |  |
| Dries Devenyns        | 22 juillet 1983   | Belgique         | IAM                         |  |
| Fernando Gaviria      | 19 août 1994      | Colombie         | Etixx-Quick Step            |  |
| Philippe Gilbert      | 5 juillet 1982    | Belgique         | BMC Racing                  |  |
| Bob Jungels           | 22 septembre 1992 | Luxembourg       | Etixx-Quick Step            |  |
| Iljo Keisse           | 21 décembre 1982  | Belgique         | Etixx-Quick Step            |  |
| Marcel Kittel         | 11 mai 1988       | Allemagne        | Etixx-Quick Step            |  |
| Yves Lampaert         | 10 avril 1991     | Belgique         | Etixx-Quick Step            |  |
| Daniel Martin         | 20 août 1986      | Irlande          | Etixx-Quick Step            |  |
| Davide Martinelli     | 31 mai 1993       | Italie           | Etixx-Quick Step            |  |
| Enric Mas             | 1er juillet 1995  | Espagne          | Klein Constantia            |  |
| Maximiliano Richeze   | 7 mars 1983       | Argentine        | Etixx-Quick Step            |  |
| Fabio Sabatini        | 18 février 1985   | Italie           | Etixx-Quick Step            |  |
| Maximilian Schachmann | 9 janvier 1994    | Allemagne        | Klein Constantia            |  |
| Pieter Serry          | 21 novembre 1988  | Belgique         | Etixx-Quick Step            |  |
| Zdeněk Štybar         | 11 décembre 1985  | Tchéquie         | Etixx-Quick Step            |  |
| Niki Terpstra         | 18 mai 1984       | Pays-Bas         | Etixx-Quick Step            |  |
| Matteo Trentin        | 2 août 1989       | Italie           | Etixx-Quick Step            |  |
| Petr Vakoč            | 11 juillet 1992   | Tchéquie         | Etixx-Quick Step            |  |
| Martin Velits         | 21 février 1985   | Slovaquie        | Etixx-Quick Step            |  |
| Julien Vermote        | 26 juillet 1989   | Belgique         | Etixx-Quick Step            |  |

### Encadrement
L'équipe Quick-Step Floors a pour directeur général Patrick Lefevere, à la tête de l'équipe depuis sa création. Six directeurs sportifs encadrent les coureurs : Davide Bramati, Brian Holm, Wilfried Peeters, Tom Steels, Rik Van Slycke et Geert Van Bondt.

## Bilan de la saison
Avec 56 victoires, Quick-Step Floors est l'équipe World Tour ayant gagné le plus de courses en 2017. Elle devance de huit victoires sa suivante au classement, BMC. Elle termine la saison à la deuxième place de l'UCI World Tour , avec 12 652 points, derrière Sky (12 806 points).

### Victoires
| Victoires | Victoires                                           | Victoires           | Victoires | Victoires           | Victoires |
| Date      | Course                                              | Pays                | Classe    | Vainqueur           |           |
| --------- | --------------------------------------------------- | ------------------- | --------- | ------------------- | --------- |
| 6 janv.   | Championnat de Nouvelle-Zélande du contre-la-montre | Nouvelle-Zélande    | CN        | Jack Bauer          |           |
| 23 janv.  | 1re étape du Tour de San Juan                       | Argentine           | 2.1       | Fernando Gaviria    |           |
| 24 janv.  | 2e étape du Tour de San Juan                        | Argentine           | 2.1       | Tom Boonen          |           |
| 26 janv.  | 4e étape du Tour de San Juan                        | Argentine           | 2.1       | Fernando Gaviria    |           |
| 28 janv.  | 6e étape du Tour de San Juan                        | Argentine           | 2.1       | Maximiliano Richeze |           |
| 29 janv.  | 7e étape du Tour de San Juan                        | Argentine           | 2.1       | Maximiliano Richeze |           |
| 29 janv.  | Classement général, Tour de San Juan                | Argentine           | 2.1       | Bauke Mollema       |           |
| 31 janv.  | 1re étape, Dubaï Tour                               | Émirats arabes unis | 2.HC      | Marcel Kittel       |           |
| 1 fév.    | 2e étape, Dubaï Tour                                | Émirats arabes unis | 2.HC      | Marcel Kittel       |           |
| 4 fév.    | Classement général, Dubaï Tour                      | Émirats arabes unis | 2.HC      | Marcel Kittel       |           |
| 4 fév.    | 5e étape, Dubaï Tour                                | Émirats arabes unis | 2.HC      | Marcel Kittel       |           |
| 15 fév.   | 1re étape du Tour de l'Algarve                      | Portugal            | 2.HC      | Fernando Gaviria    |           |
| 16 fév.   | 2e étape du Tour de l'Algarve                       | Portugal            | 2.HC      | Dan Martin          |           |
| 24 fév.   | 2e étape du Tour d'Abou Dabi                        | Émirats arabes unis | 2.UWT     | Marcel Kittel       |           |
| 8 mars    | 4e étape, Paris-Nice                                | France              | 2.UWT     | Julian Alaphilippe  |           |
| 12 mars   | 8e étape, Paris-Nice                                | France              | 2.UWT     | David de la Cruz    |           |
| 13 mars   | 6e étape, Tirreno-Adriatico                         | Italie              | 2.UWT     | Fernando Gaviria    |           |
| 22 mars   | À travers les Flandres                              | Belgique            | 1.UWT     | Yves Lampaert       |           |
| 28 mars   | 1re étape des Trois Jours de La Panne               | Belgique            | 2.HC      | Philippe Gilbert    |           |
| 30 mars   | Classement général, Trois Jours de La Panne         | Belgique            | 2.HC      | Philippe Gilbert    |           |
| 30 mars   | 3ea étape des Trois Jours de La Panne               | Belgique            | 2.HC      | Marcel Kittel       |           |
| 2 avr.    | Tour des Flandres                                   | Belgique            | 1.UWT     | Philippe Gilbert    |           |
| 5 avr.    | 3e étape du Tour du Pays basque                     | Espagne             | 2.UWT     | David de la Cruz    |           |
| 5 avr.    | Grand Prix de l'Escaut                              | Belgique            | 1.HC      | Marcel Kittel       |           |
| 16 avr.   | Amstel Gold Race                                    | Pays-Bas            | 1.UWT     | Philippe Gilbert    |           |
| 7 mai     | 3e étape du Tour d'Italie                           | Italie              | 2.UWT     | Fernando Gaviria    |           |
| 10 mai    | 5e étape du Tour d'Italie                           | Italie              | 2.UWT     | Fernando Gaviria    |           |
| 14 mai    | 1re étape du Tour de Californie                     | États-Unis          | 2.UWT     | Marcel Kittel       |           |
| 18 mai    | 12e étape du Tour d'Italie                          | Italie              | 2.UWT     | Fernando Gaviria    |           |
| 19 mai    | 13e étape du Tour d'Italie                          | Italie              | 2.UWT     | Fernando Gaviria    |           |
| 21 mai    | 15e étape du Tour d'Italie                          | Italie              | 2.UWT     | Bob Jungels         |           |
| 11 juin   | 1re étape du Tour de Suisse                         | Suisse              | 2.UWT     | Philippe Gilbert    |           |
| 18 juin   | 4e étape, Ster ZLM Toer                             | Pays-Bas            | 2.1       | Marcel Kittel       |           |
| 22 juin   | Championnat de Belgique du contre-la-montre         | Belgique            | CN        | Yves Lampaert       |           |
| 25 juin   | Championnat de République tchèque sur route         | Tchéquie            | CN        | Zdeněk Štybar       |           |
| 25 juin   | Championnat du Luxembourg de cyclisme sur route     | Luxembourg          | CN        | Bob Jungels         |           |
| 2 juill.  | 2e étape du Tour de France                          | Allemagne           | 2.UWT     | Marcel Kittel       |           |
| 6 juill.  | 6e étape du Tour de France                          | France              | 2.UWT     | Marcel Kittel       |           |
| 7 juill.  | 7e étape du Tour de France                          | France              | 2.UWT     | Marcel Kittel       |           |
| 11 juill. | 10e étape du Tour de France                         | France              | 2.UWT     | Marcel Kittel       |           |
| 12 juill. | 11e étape du Tour de France                         | France              | 2.UWT     | Marcel Kittel       |           |
| 2 août    | 2e étape du Tour de Burgos                          | Espagne             | 2.HC      | Matteo Trentin      |           |
| 20 août   | 2e étape du Tour d'Espagne                          | France              | 2.UWT     | Yves Lampaert       |           |
| 22 août   | 4e étape du Tour d'Espagne                          | Espagne             | 2.UWT     | Matteo Trentin      |           |
| 26 août   | Circuit Mandel-Lys-Escaut                           | Belgique            | 1.1       | Iljo Keisse         |           |
| 26 août   | 8e étape du Tour d'Espagne                          | Espagne             | 2.UWT     | Julian Alaphilippe  |           |
| 29 août   | 10e étape du Tour d'Espagne                         | Espagne             | 2.UWT     | Matteo Trentin      |           |
| 1 sept.   | 13e étape du Tour d'Espagne                         | Espagne             | 2.UWT     | Matteo Trentin      |           |
| 6 sept.   | 4e étape du Tour de Grande-Bretagne                 | Royaume-Uni         | 2.HC      | Fernando Gaviria    |           |
| 10 sept.  | 21e étape du Tour d'Espagne                         | Espagne             | 2.UWT     | Matteo Trentin      |           |
| 15 sept.  | championnat des Flandres                            | Belgique            | 1.1       | Fernando Gaviria    |           |
| 16 sept.  | Super 8 Classic                                     | Belgique            | 1.HC      | Matteo Trentin      |           |
| 8 oct.    | Paris-Tours                                         | France              | 1.HC      | Matteo Trentin      |           |
| 19 oct.   | 1re étape du Tour du Guangxi                        | Chine               | 2.UWT     | Fernando Gaviria    |           |
| 20 oct.   | 2e étape du Tour du Guangxi                         | Chine               | 2.UWT     | Fernando Gaviria    |           |
| 21 oct.   | 3e étape du Tour du Guangxi                         | Chine               | 2.UWT     | Fernando Gaviria    |           |
| 24 oct.   | 6e étape du Tour du Guangxi                         | Chine               | 2.UWT     | Fernando Gaviria    |           |

### Résultats sur les courses majeures
Les tableaux suivants représentent les résultats de l'équipe dans les principales courses du calendrier international (les cinq classiques majeures et les trois grands tours). Pour chaque épreuve est indiqué le meilleur coureur de l'équipe, son classement ainsi que les accessits glanés par Quick-Step Floors sur les courses de trois semaines.

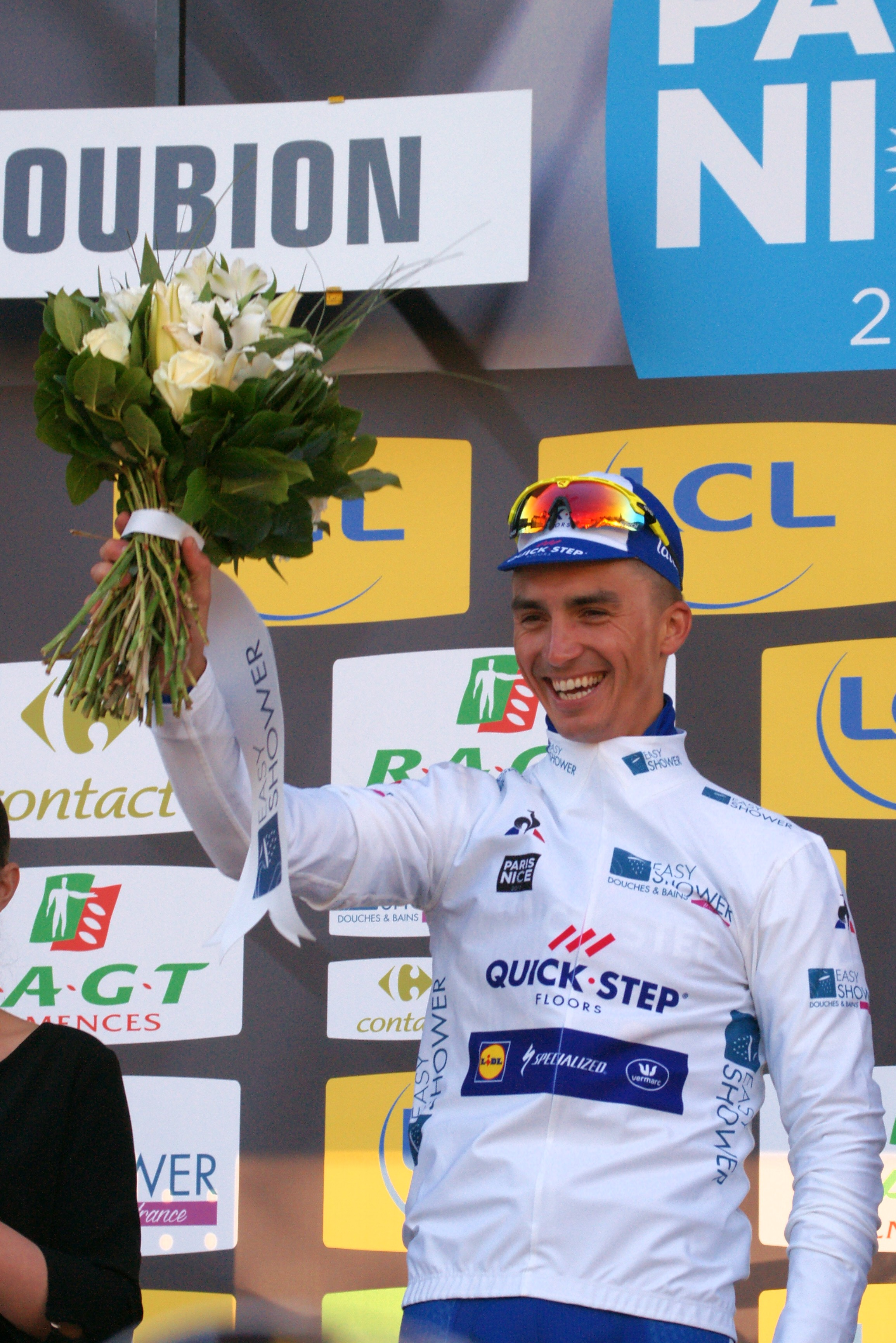
Julian Alaphilippe lors de Paris-Nice

#### Classiques ( les 5 monuments)
| Classique            | Milan-San Remo          | Tour des Flandres      | Paris-Roubaix      | Liège-Bastogne-Liège | Tour de Lombardie       |
| -------------------- | ----------------------- | ---------------------- | ------------------ | -------------------- | ----------------------- |
| Coureur (classement) | Julian Alaphilippe (3e) | Philippe Gilbert (1er) | Zdeněk Štybar (2e) | Daniel Martin (2e)   | Julian Alaphilippe (2e) |

#### Grands tours
| Grand tour           | Tour d'Italie | Tour de France                       | Tour d'Espagne                                                               |
| -------------------- | --- | ------------------------------------ | ---------------------------------------------------------------------------- |
| Coureur (classement) | Bob Jungels (8e) | Daniel Martin (6e)                   | Bob Jungels (42e)                                                            |
| Accessits            | 5 victoires d'étapes (Fernando Gaviria (4), Bob Jungels), classement par points (Fernando Gaviria), classement du meilleur jeune (Bob Jungels), classements par équipes aux points | 5 victoires d'étapes (Marcel Kittel) | 6 victoires d'étapes (Yves Lampaert, Matteo Trentin (4), Julian Alaphilippe) |

### Classement UCI
Quick - Step Floors termine à la 2e place du classement par équipes du World Tour avec 12652 points. Ce total est obtenu par l'addition des points de ses coureurs au classement individuel. Le coureur de l'équipe le mieux classé est Daniel Martin, 8e avec 2050 points.
| Rang | Coureur               | Points |
| ---- | --------------------- | ------ |
| 8    | Daniel Martin         | 2050   |
| 11   | Philippe Gilbert      | 1893   |
| 18   | Julian Alaphilippe    | 1465   |
| 29   | Fernando Gaviria      | 1159   |
| 57   | Bob Jungels           | 704    |
| 59   | Marcel Kittel         | 686    |
| 61   | Matteo Trentin        | 677    |
| 63   | Zdeněk Štybar         | 667    |
| 65   | Niki Terpstra         | 649    |
| 83   | Yves Lampaert         | 471    |
| 85   | David de la Cruz      | 452    |
| 88   | Petr Vakoč            | 420    |
| 102  | Tom Boonen            | 339    |
| 118  | Maximiliano Richeze   | 248    |
| 143  | Gianluca Brambilla    | 162    |
| 181  | Enric Mas             | 102    |
| 193  | Dries Devenyns        | 94     |
| 202  | Jack Bauer            | 84     |
| 223  | Julien Vermote        | 72     |
| 228  | Laurens De Plus       | 68     |
| 245  | Rémi Cavagna          | 58     |
| 262  | Maximilian Schachmann | 50     |
| 281  | Pieter Serry          | 40     |
| 332  | Iljo Keisse           | 23     |
| 364  | Eros Capecchi         | 13     |
| 413  | Tim Declercq          | 5      |
| 432  | Davide Martinelli     | 1      |